# 湯之花隧道列車槍擊事件
湯之花隧道列車槍擊事件（日语：湯の花トンネル列車銃撃事件），乃第二次世界大戰末期的1945年（昭和20年）8月5日下午，在東京都八王子市高尾町内的中央本線湯之花隧道發生，滿載的非武裝列車，遭美軍的P-51戰鬥機機槍掃射，造成多人死傷的事件。

## 背景
1945年，盟军已获得日本本土上空的制空权，美军机动部队亦开始利用舰载机对日本本土的军事基地、交通设施和公共设施进行大范围的空袭。1945年2月16日起，空袭首先在南关东（静冈）地区开始，并得到美军战舰的舰炮协同攻击配合。当时的日军战线已扩大到整个亚洲太平洋地区，出于海外派驻的需要，本用于日本本土防卫的军力被大大削弱。
东京都周边方面虽以首都防空为目的配备有较多陆海军战斗机，但弹药、燃料皆捉襟见肘。又因为可操纵战斗机的飞行员极度缺乏，日本军方为准备预想中的“本土决战”，将可以飞行的战斗机皆藏匿于地下的防空洞中，领空防卫无法保障。
另一方面，英军和美军在没有遭遇任何抵抗的情况下深入日本领空，对铁路设施及列车均进行战略打击。在这些对列车进行的空袭中，死伤最为惨重的是为中央本线的汤之花隧道列车枪击事件。

## 概况
事件当天，从新宿站开往长野站的419下行列车，早晨10点10分由新宿站发出。419列车是由日本国有铁道ED16型电力机关车（7号机）牵引，8节车厢编组的旅客列车。该组列车由士兵及军属乘坐的二等车和行李车编成，19名普通乘客亦乘坐此次列车前往富士演习场。
本次列车是8月5日中央本线全线开通后当天的第二次列车。先于419列车出发的车次因经停八王子站却没有发车，导致位于前一站的419列车无法发车，陷入混乱。。
419列车曾在八王子站遭遇八王子空袭而损毁，并在此之后采用单线区间的列车交换的方式进行运营。列车行至浅川站（今高尾站）后因调度问题推迟发车1小时，于12时15分重新发车。此时八王子市已拉响防空警报，车上乘客开始对列车贻误表示不满，并不断催促“快点发车”。为了避免进一步延误，尽快继续行驶既定路线，列车员判断后认为进入汤之花隧道和小佛隧道躲避空袭较为安全，于是驾驶419列车从浅川站发车继续前进。
此后，419列车通过第一浅川大桥，向汤之花隧道前进。在进入隧道前，419列车由数架（一般认为是2架或3架）从太平洋方向飞来的美军P-51战斗机锁定。战斗机群向419列车发动空袭，进行机枪扫射，并发射23厘米口径火箭弹。列车虽避开了火箭弹，但机车和一号车厢均遭受猛烈攻击。考虑到列车总长大于汤之花隧道的长度，为了保护机车，列车驾驶员将机车停止在隧道中，牺牲还未进入隧道的后部车辆以保护机车免遭空袭。因此二号车厢的一半进入汤之花隧道后，列车停止继续前进。这一做法事后虽然成为乘客责难的焦点，但在战时体制下列车职员都被赋予了保护国家重要财产的使命，不得不采取这样的办法优先保护能够提供动力的机车。这样的做法使未能进入隧道的车厢暴露在美军飞机机枪的反复扫射中，增加了牺牲者的数量。另外，亦存在列车停驶是由于用于供电的高架电缆被空袭损坏，无法提供动力来源的说法。
根据日本国有铁路的相关统计资料，空袭事件造成49名乘客死亡；但根据在事件后树立的“汤之花隧道列车枪击事件慰灵碑”，当时仅判明身份的死难者数量就已达52人。另外，空袭事件慰灵会表示事件死难者超过65名，伤者达130名以上。然而，在当时的战时体制下，无法留下准确的死伤记录。
事后，419列车由于供电线路被机枪扫射破坏，无法自主行驶，而由赶来的蒸汽机车牵引回到浅川站。由于这一事件停止运营的中央本线，在当日傍晚修复了供电线路，全面恢复运营。
值得一提的是，筑摩书房创始人古田晁当时亦搭乘此次列车，并目击自己旁边的乘客喷出鲜血染红自己所携带的稿纸。这一“血染的稿纸”现由市立古田晁纪念馆展出。